# Achter het Stadhuis

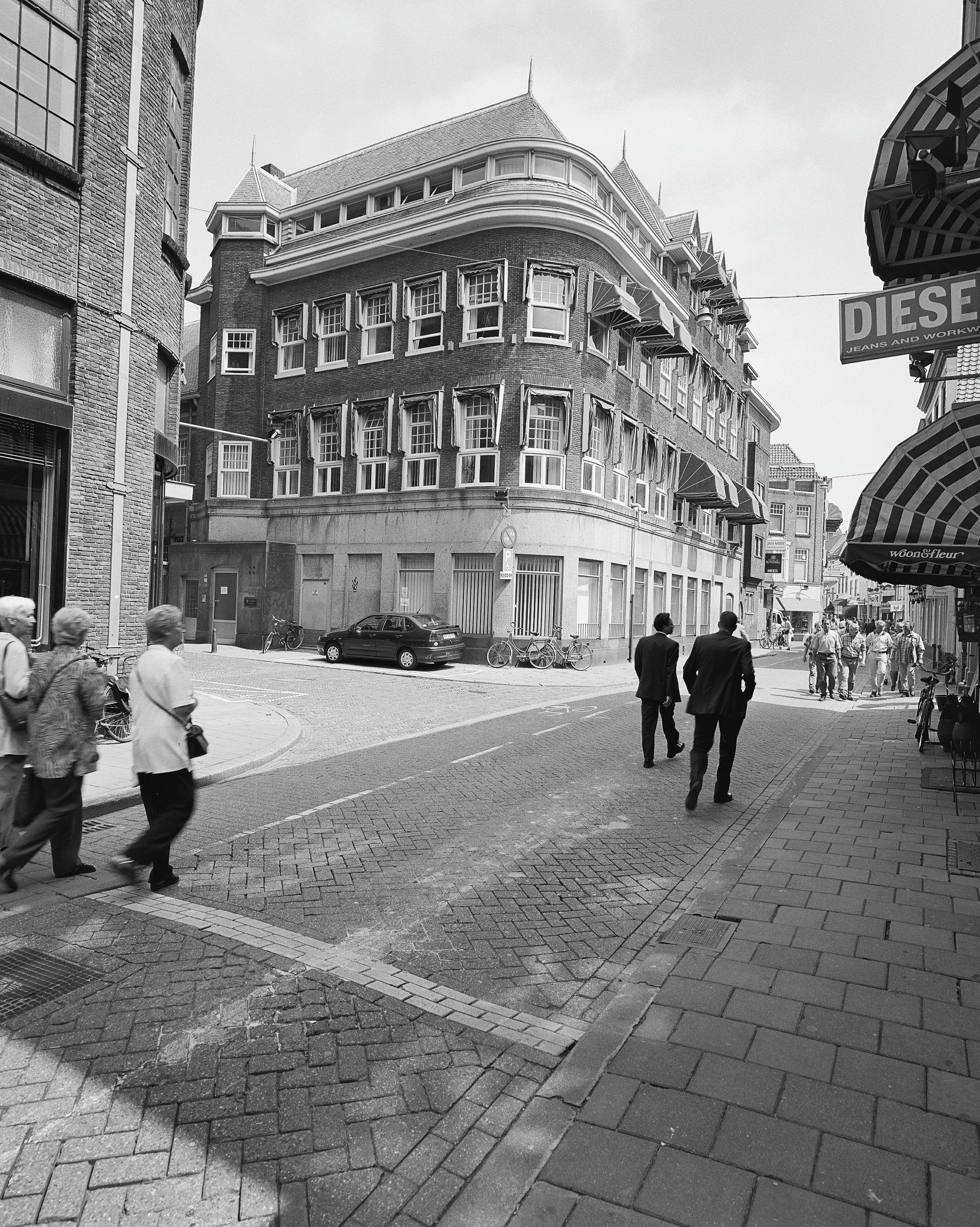
1999

Achter het Stadhuis is een straat in de binnenstad van 's-Hertogenbosch. De straat ligt achter het Stadhuis.
De straat heeft vroeger andere namen gehad. De oudste naam luidt De straet daer men gaet naer den ouden Raethuyse. In de 16e eeuw werd de straat Het Hof genoemd, een eeuw later kreeg het de naam Jericho. Beide namen verwijzen naar de vele Joden die er in die tijd in de straat woonden. Een zeldzame naam die de straat heeft gekend was Zijle, verwijzend naar de Marktstroom die hier nog altijd onder de straat stroomt. De Marktstroom is een van de stromen van de Binnendieze. Een zijl is een afloop van water, of ook wel een uitwateringssluis. De Binnendieze is in dit gedeelte van de Binnenstad op verschillende plekken aanwezig.
Aan de straat heeft het oude Raadhuis van 's-Hertogenbosch gestaan. Toen in 1366 het Raadhuis vervangen werd door het huidige Stadhuis aan de Markt kreeg dit pand het voorvoegsel oud voor de naam. De straatnaam is dan ook ontstaan na de verhuizing van het Stadhuis naar de Markt.